# Antonio Ros
Antonio Ros Sáez (La Unión, 1899-México D. F., 1988) fue un médico, escritor y político español exiliado en México.

## Biografía
Nació en la localidad murciana de La Unión en 1899. Fue concejal del Ayuntamiento de Cartagena. Dedicado profesionalmente a la oftalmología y de ideología republicana, terminó exiliado en México tras el fin de la guerra civil.  Falleció en 1988 en Ciudad de México.
Fue autor de unas memorias publicadas bajo el título Horas de angustia y esperanza (Editorial Oasis, 1968), reeditadas como Diario de un refugiado republicano (Ediciones Grijalbo, 1975), además de otros títulos como El Tracoma, Rebelde y Milenario (1941) y El ciego de Asís (1959).